# Італік (король херусків)

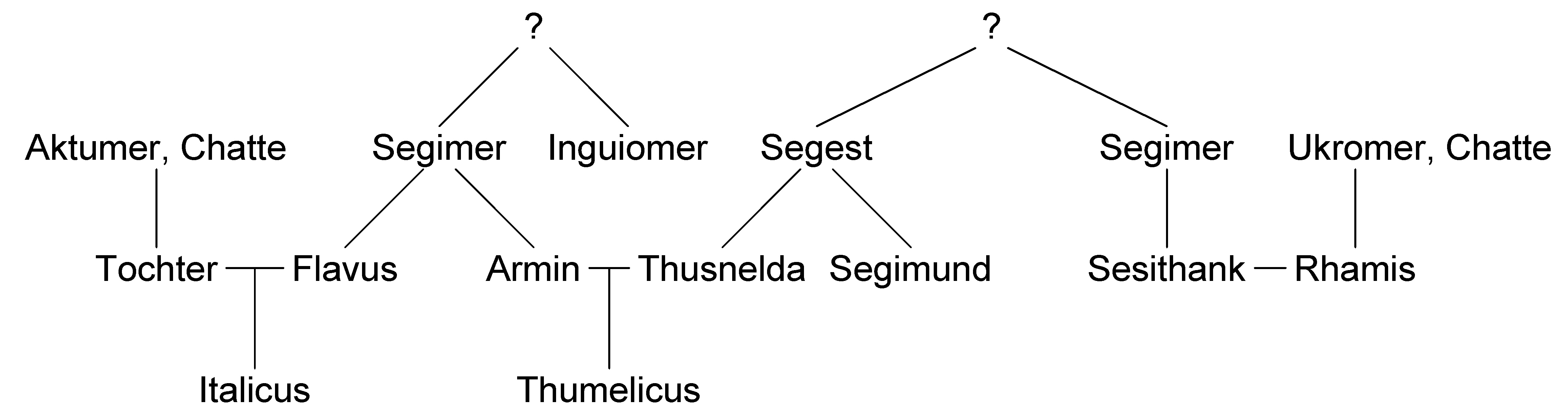
Германські вожді — родичі Італіка

Італік (д/н — бл. 60) — призначений Римом король германського племені херусків, роки правління бл. 47 — бл. 60 н. е.
Італік — це когномен, який майбутній король отримав під час свого перебування у Римській державі, а його германське ім'я невідоме.

## Життєпис
Був небожем Армінія, короля херусків. Син Флава, римського військовика і громадянина, та доньки Актумера, вождя хаттів. Італік народився й навчався в Римській імперії. Згідно з Тацитом, вільно володів кіньми, зброєю на римський та германський штиб. Водночас засвоїв римську культуру. 
У 46 році після завершення запеклої війни серед херусків та їх сусідів за владу, яка тривала з 21 року (після загибелі Армінія), знать херусків звернулася до імператора Клавдія щодо надання їм короля серед осіб «королівського» роду херусків. Імператор надав Італіку грошей та військо, з якими той вирушив до херусків, де став королем. При цьому Тацит називає його першим королем херусків, можливо, маючи на увазі першим визнаним Римом або таким, що мав статус римського громадянина і не був заручником, як інші вожді херусків перед тим.
З самого початку вимушений був маневрувати між проримською і антиримською партіями. Міжусобиці незабаром відновилися, Італіку довелося рятуватися втечею до лангобардів, які через якийсь час знову відновили його на троні. Боротьба зі змінним успіхом тривала ще довгі роки, поки зовсім не знищила колишню могутність херусків. Проте Італік зумів передати владу синові або онукові Харіомеру.